# Les Cayes
Les Cayes (em crioulo, Okay) é uma comuna do Haiti, situada no departamento do Sul e no arrondissement de Les Cayes. De acordo com o censo de 2003, sua população total é de 45.904 habitantes.